# Kyjiw-Pasażyrśkyj
Kyjiw-Pasażyrśkyj (ukr. Київ-Пасажирський, dosł. Kijów-Pasażerski) – największy dworzec kolejowy w Kijowie, na Ukrainie. Stacja ma 6 peronów.
Dworzec jest kompleksem kilku dworców, m.in. południowego i podmiejskiego.
Obsługuje ponad 170 tys. pasażerów dziennie (2005). Stacja obsługuje pociągi dalekobieżne, w tym połączenia międzynarodowe, a także na krótkich (elektriczka) – do pobliskich regionów. Znajduje się tu stacja metra na linii Swjatoszyńsko-Browarskiej. Dworzec znajduje się w pobliżu głównego skrzyżowania w mieście.
Poprzedni gmach dworca z 1870 roku został wybudowany według projektu architekta Jana Fryderyka Wiśniewskiego (1829–1875). Obecna hala główna została wybudowana w 1932 roku. Dworzec został odnowiony w 2001 roku.